# Michel Gandoger
Jean Michel Gandoger (Arnas, 10 mai 1850 - Arnas, 4 octobre 1926), dit l'abbé Michel Gandoger, est un prêtre catholique, médecin et botaniste français.

## Biographie
Fils d'un riche propriétaire de vignobles dans le Beaujolais, il étudie la médecine et connaît huit langues étrangères.
Il entre à 26 ans dans les ordres et devient spécialiste du genre Rosa (espèces "gandogeriennes").
Il a consacré toute sa vie à l’étude de la botanique. Il commence très jeune un herbier qu’il enrichira toute sa vie, notamment par l’achat d’herbiers d’autres botanistes. Explorateur en particulier du bassin méditerranéen, il a rapporté de ses voyages des spécimens de Crète, d'Espagne, du Portugal et d'Algérie.
Son herbier est conservé, à l’exception de quelques cartons, dans les herbiers de l'université Claude Bernard à Lyon.
L’abbé Jean-Baptiste Charbonnel a publié une notice nécrologique dans le Bulletin de la Société botanique de France (1927, tome 74, 3-11) qui donne la liste de ses nombreuses publications (Nétien, 1993).

## Publications
- 1875 – Flore lyonnaise et des départements du sud-est, comprenant l'analyse des plantes spontanées et des plantes cultivées comme industrielles ou ornementales. Paris, Lyon (Lecoffre fils et Cie). [I]-VII, [I]-LIV, [1]-322.
- 1876 - Essai sur une nouvelle classification des Roses de l'Europe, de l'Orient et du Bassin méditerranéen.. Bulletin de la Société agricole, scientifique et littéraire des Pyrénées-Orientales, 22 : 376-415. Version numérisée sur Gallica.
- 1876 - Decades plantarum novarum praesertim ad floram europae spectantes. Deuxième partie publiée dans le Bulletin de la Société agricole, scientifique et littéraire des Pyrénées-Orientales, 22 : 416-459. Version numérisée sur Gallica.
- 1882 – Revue du genre Polygonum. Paris, F. Savy : [1]-66.
- 1883-1891 – Flora europaea en 27 volumes.
- 1884 – Herborisations dans les Pyrénées. Paris, F. Savy, Londres, R. Quaritch, Berlin, Friedland : 74 pp.
- Monographie mondiale des Crucifères en 3 volumes (25 000 espèces).

## Source
- François Pellegrin (1954). Un siècle de Société de botanique de France. Bulletin de la Société botanique de France, supplément au no 101 : 17-46.